# Amblyophallus elevata
Amblyophallus elevata är en insektsart som beskrevs av William D. Funkhouser. Amblyophallus elevata ingår i släktet Amblyophallus och familjen hornstritar. Inga underarter finns listade i Catalogue of Life.